# Ommatius pallidapex
Ommatius pallidapex är en tvåvingeart som beskrevs av Jacques-Marie-Frangile Bigot 1891. Ommatius pallidapex ingår i släktet Ommatius och familjen rovflugor. Inga underarter finns listade i Catalogue of Life.